# Izaux
Izaux település Franciaországban, Hautes-Pyrénées megyében. Lakosainak száma 210 fő (2022. január 1.). Izaux La Barthe-de-Neste, Avezac-Prat-Lahitte, Lortet, Montoussé és Saint-Arroman községekkel határos.

## Népesség
A település népességének változása:
| Lakosok száma | 193  | 203  | 212  | 202  | 201  | 200  | 199  | 200  | 210  |
|               | 2013 | 2015 | 2016 | 2017 | 2018 | 2019 | 2020 | 2021 | 2022 |